# Berengar I.
Berengar I. (latinsko Berengarius, Perngarius, italijansko  Berengario) je bil od leta 887 kralj Italije, * okoli 845, † 7. april 924.
Od leta 915 do svoje smrti je bil tudi cesar Svetega rimskega cesarstva. Znan je kot Berengar Furlanski, ker je od leta 874 do najmanj 890 vladal v Furlanski marki. Po letu 896 je izgubil oblast v regiji.
Berengar je postal eden najvplivnejših laikov v cesarstvu Karla Debelega in bil po njegovi odstavitvi novembra 887 izvoljen na njegovo mesto v Italiji. V njegovi dolgi 36-letni vladavini je na italijanski prestol poskušalo priti  nič manj kot sedem drugih kandidatov. Njegovo vladavino se običajno označuje kot težavno zaradi številnih tekmecev za prestol in vdora madžarskih roparskih plemen v zahodno Evropo. Njegovi smrti je sledilo cesarsko medvladje, ki je trajalo 38 let, dokler ni bil za cesarja okronan Oton I. leta 962. 

## Življenje

### Berengar postane kralj Italije
Po nepričakovani in prezgodnji smrti starejšega brata je Berengar leta 874 postal mejni grof Furlanije in s tem pomembna osebnost, ker je Furlanija mejila s Slovani in Madžari in so oboji ogrožali Italijo. Italijansko plemstvo je uspel prepričati, da je pomemben  dejavnik miru, in bil leta 888 izbran za italijanskega kralja.

### Gvido in Lambert Spoletski
Berengarjev nasprotnik je bil Gvido Spoletski, katerega je papež Štefan V. okronal za cesarja Svetega rimskega cesarstva. Gvidov  sin Lambert Spoletski je postal kralj Italije. Kronanje je bilo dokaj neobičajno, ker je bil Gvido znan kot papežev nasprotnik. Gvido je iz svojih oporišč v Pavii in Rimu uspel vzpostaviti red v Italiji.

### Arnulf Koroški in Berengar proti Spoletoma
Papež Formoz, naslednik Štefana V., je leta 893  pozval Arnulfa Koroškega, da vrže Gvida z italijanskega prestola. V Italijo je bil poslan Arnulfov nezakonski sin  Cventibold. On in Beranger Furlanski sta uspela Gvida vkleščiti v Pavii, vendar tega nista izkoristila do konca. 
Leta 894 sta ga ponovno napadla in pri Bergamu premagala, s čimer sta prevzela oblast v  Pavii in Milanu. Gvido je leta 894 umrl. Arnulf Koroški je leta 896 postal cesar, vendar ga Lambert Spoletski ni priznal in zato doživljal Berengarjeve in  Arnulfove napade. Lambert Spoletski je umrl leta 898. Arnulf po njegovi smrti vi več živel v Italiji, tako da je dejanski vladar Italije postal Berengar. 

### Ludvik Slepi in Berengar
V napadu Madžarov leta 889 je Berengar Furlanski doživel težak poraz v bitki pri Brenti. Po porazu so se začeli italijanski velikaši spraševati, ali je Berengar prava oseba za obrambo Italije. Pozvali so Ludvika III. Slepega, da postane kralj Italije. Ludvik je leta 900 premagal Berengarja in bil naslednje leto kronan za kralja Italije in cesarja Svetega rimskega cesarstva. 
Berengar je leta 902 premagal Ludvika Slepega, ki je po porazu obljubil, da se ne bo več vrnil v Italijo. Obljubo je leta 905 prelomil in bil  bitki z Berengarjem pri Veroni poražen. Berengar ga je ujel in ukazal oslepiti. Ludvik se je vrnil v Burgundijo, kjer je vladal še dvajset let.

### Kronanje za cesarja
Berengar je postal kralj Italije. Papež Ivan X. ga je šele potem, ko je z dogovori z lokalnimi italijanskimi mogotci utrdil svojo oblast, januarja 915 kronal za cesarja Svetega rimskega cesarstva. V Italiji so upali, da mu bo uspelo odvrniti napade Saracenov na južno Italijo, vendar je Berengarja zanimala predvsem obramba njegove Furlanje, ki so jo ogrožali predvsem Madžari.

### Odstavitev
Nezadovoljno plemstvo je leta 922 pozvalo Rudolfa II. Burgundskega, da postane kralj Italije. Berengar je bil prisiljen umakniti se v Verono. Začeli so se plenilski pohodi Madžarov, ki so leta 924 izropali tudi Pavio. Berengarja so še isto leto ubili izdajalci iz njegovih vrst.